# Stefan Leifels
Stefan Leifels, né le 16 février 1973 à Paderborn, est un joueur professionnel de squash représentant l'Allemagne. Il atteint en mars 2004 la 95e place mondiale sur le circuit international, son meilleur classement. Il est champion d'Allemagne en 2004.

## Palmarès

### Titres
- Championnats d'Allemagne : 2004

### Finales
- Grasshopper Cup : 1995